# Baile Gean Township

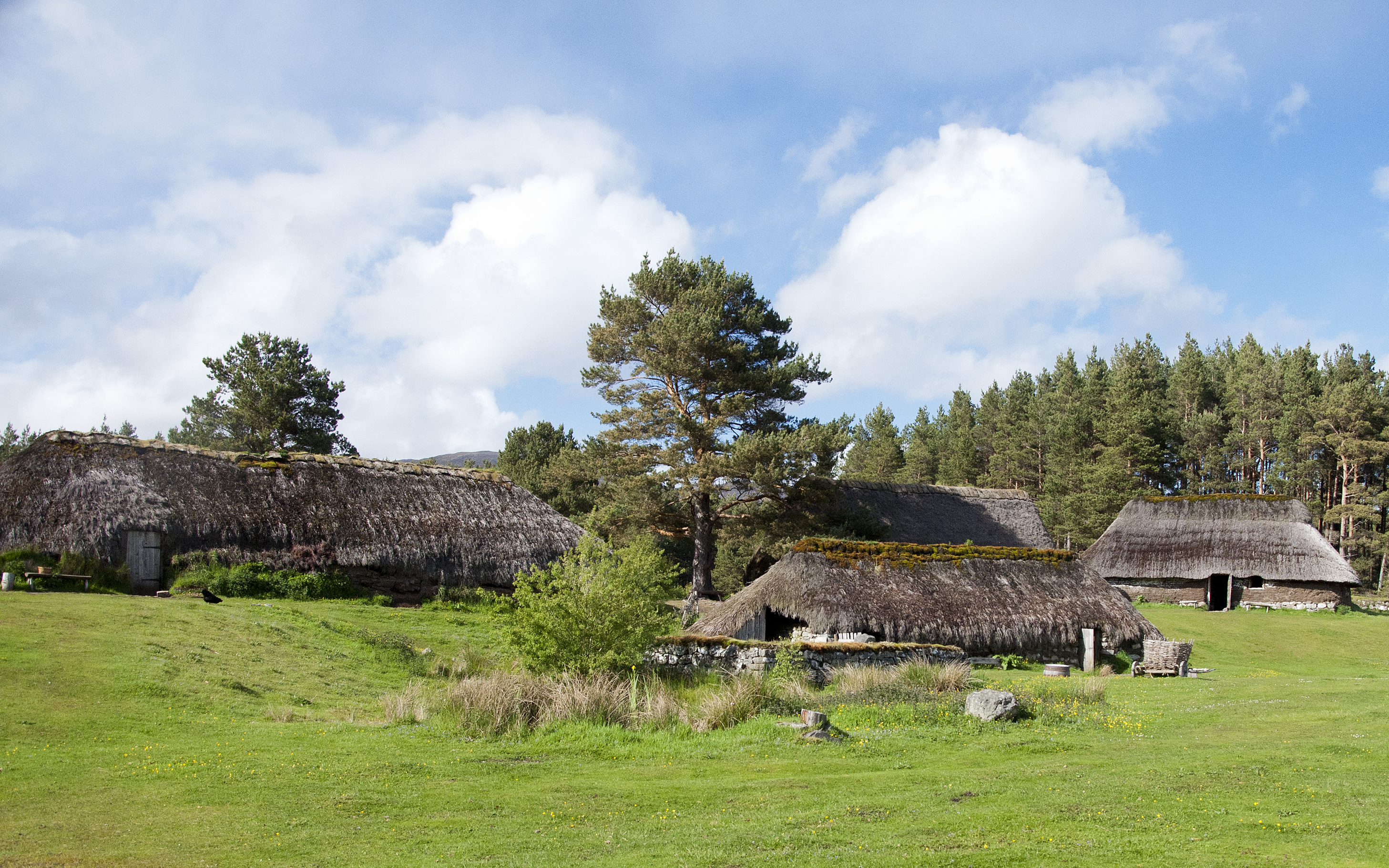
Vanaf links: Tackman's House, Stockman's House en het Weaver's House

Baile Gean Township (Nederlands: Dorp van Goede Wil) is de reconstructie van een dorp in het Highland Folk Museum te Newtonmore, Schotland. Het is gebaseerd op Badenoch, een oorspronkelijk grotere nederzetting ten noorden van Lynchat, in de vallei van de rivier Spey. Badenoch lag op een veedrijvers- en pakpaardenroute en archeologisch onderzoek heeft uitgewezen dat het dorp bewoond was vanaf de middeleeuwen tot aan het begin van de 19e eeuw. Er stonden een dertigtal gebouwen waaronder grotere en kleiner woningen met en zonder stal, schuren, graanschuren (kiln barns), afgesloten terreinen waar 's nachts vee werd bijeengedreven, omringd door een stenen muur met afwisselend lagen van turf en steen, die de grens van het dorp aangaf.
Baile Gean Township evoceert dit dorp aan het begin van de 18e eeuw. Enkele van de gereconstrueerde woningen zijn:
- Weaver's House, het huis van de wever
- Tacksman's House: hier woonde de rentmeester
- Stockman's House: het huis van de schaapherder

Men heeft steeds een aantal algemene bouwprincipes uit die tijd aangehouden waaronder:
- een stenen fundering met daarop een lage stenen muur als droge basis voor het bovenste deel van de muur uit turf
- een gekromd dakgebint met dwarsbalken die stevigheid geven aan de constructie
- gordingen bedekt met latten om de dakbedekking te dragen
- muren van turf of stenen of afwisselend lagen van beide waarbij de stenen niet gemetst zijn met cement maar op elkaar gestapeld. De muur kan ook opgebouwd zijn uit een dunnere laag turf, aan de binnenkant ondersteund met een wand van houten latten of gevlochten takken
- de dakbedekking met een laag gras onder een laag turf
- de bovenlaag van de dakbedekking bestaat uit heide, brem, varens of riet. Heideriet werd het meest gebruikt terwijl stro alleen wanneer er meer aanwezig was dan nodig voor de veestapel
- de toegang is altijd naar het zuiden gericht om het licht en de warmte van de zon op te vangen

## Leven in een 18e-eeuws dorp in de Schotse Hooglanden
Een beschrijving van het leven in een dergelijk dorp is terug te vinden in A Survey of the Province of Moray, een uitgave uit 1798 waarin de schrijver het leven als volgt weergeeft: De boerderijen zijn in het algemeen onbetrouwbare constructies en de verblijven zijn vervuilde krotten, duister door rook en lekkend bij iedere regenbui. Gerst, rogge, haver en aardappelen zijn de oogst van hun bewerkte grond maar ze kunnen niet voorzien in het levensonderhoud van de dorpelingen. Angus cattle is hun voornaamste bron van inkomsten om hun huur en andere behoeften te betalen.
Het leven werd bepaald door het aanwezige daglicht en speelde zich af rond het open turfvuur in het midden van de hut. Het was de bron van warmte voor de bewoners en bij het koken en verspreidde wat licht in de woonruimte. Het aansteken van fir candles, splinters van dennenhout, zorgde voor bijkomende verlichting.

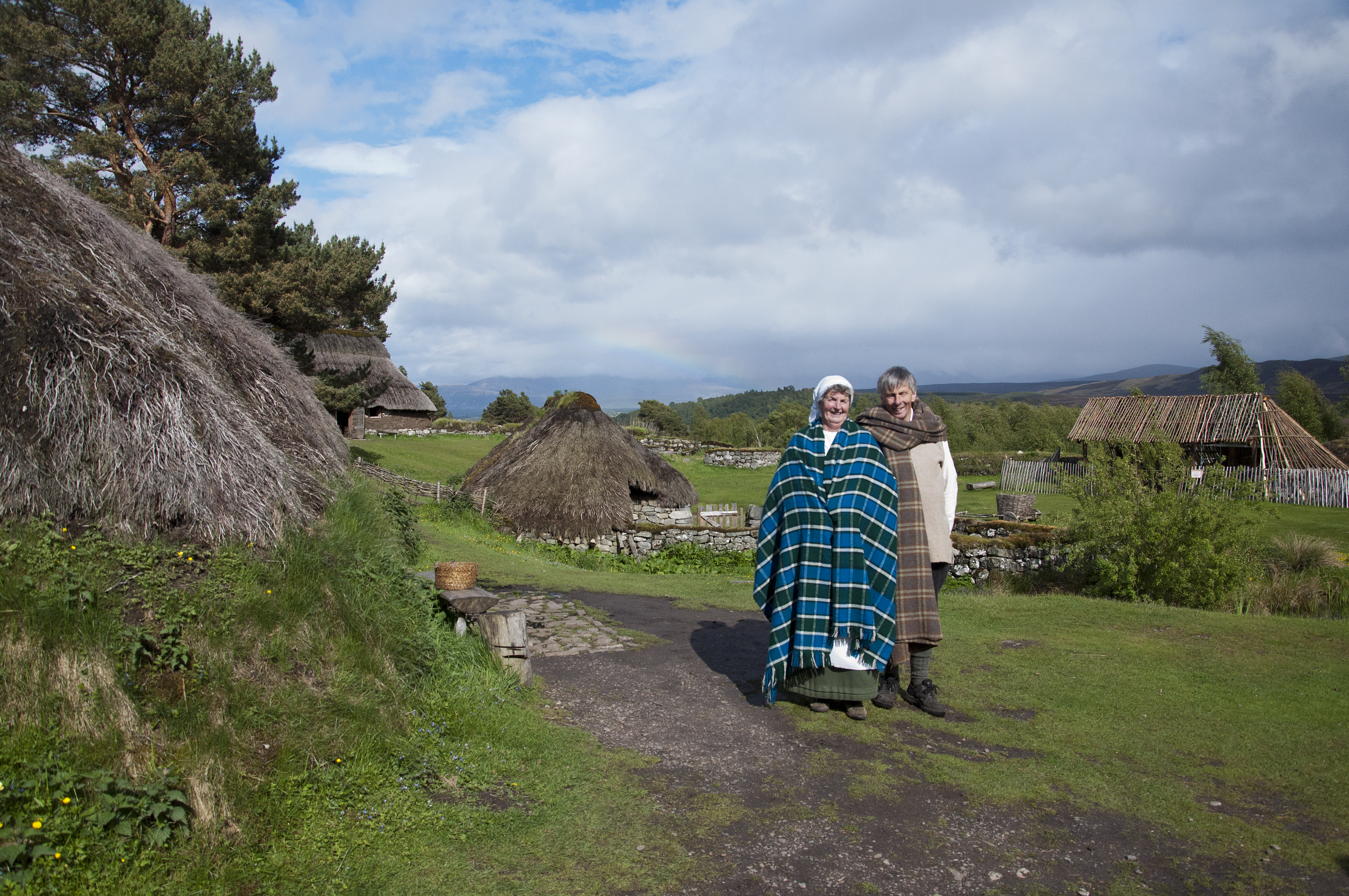
Schotse klederdracht uit vervlogen tijden in Baile Gean
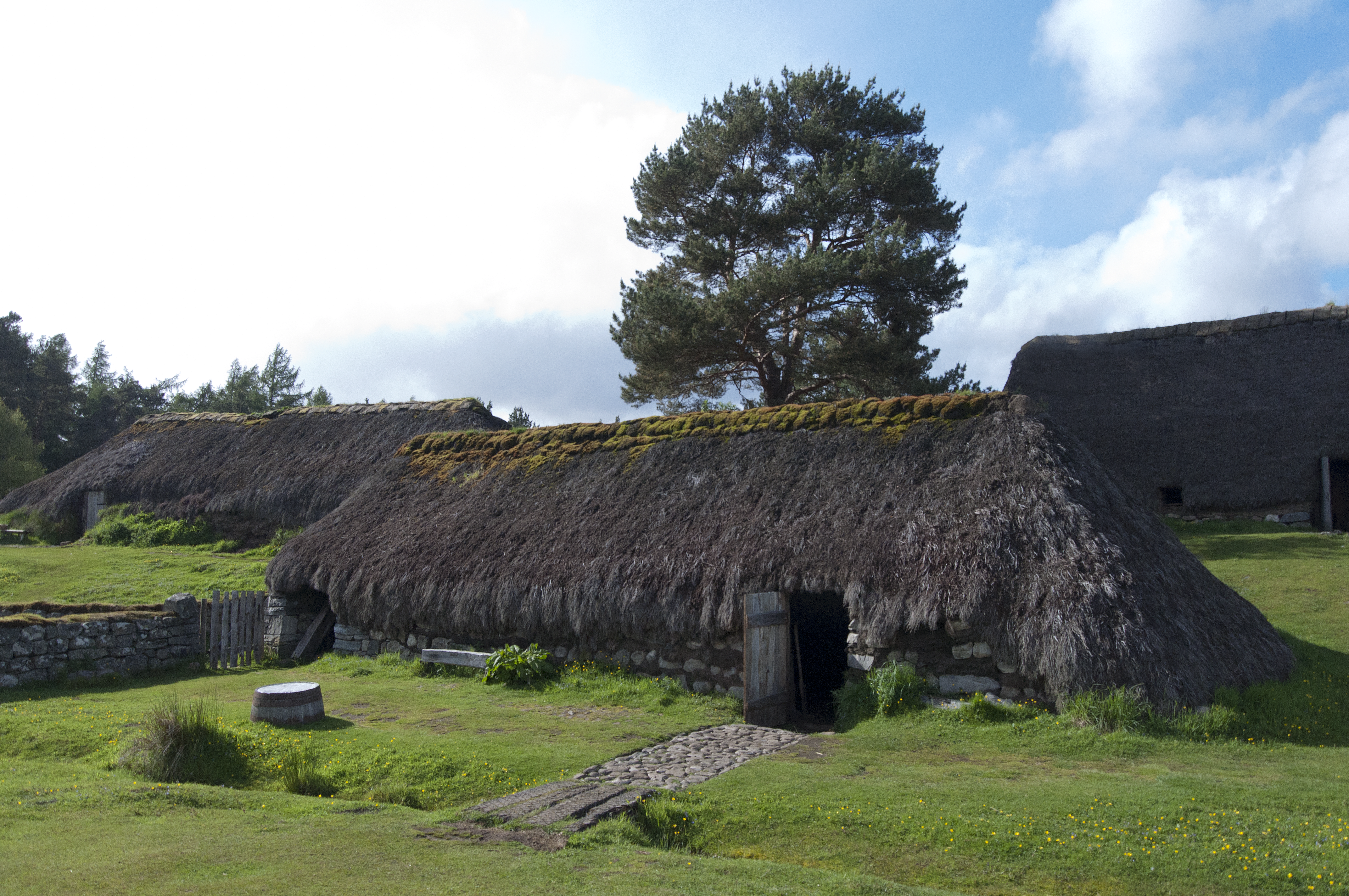
The Stockman's House (huis van de schaapherder)
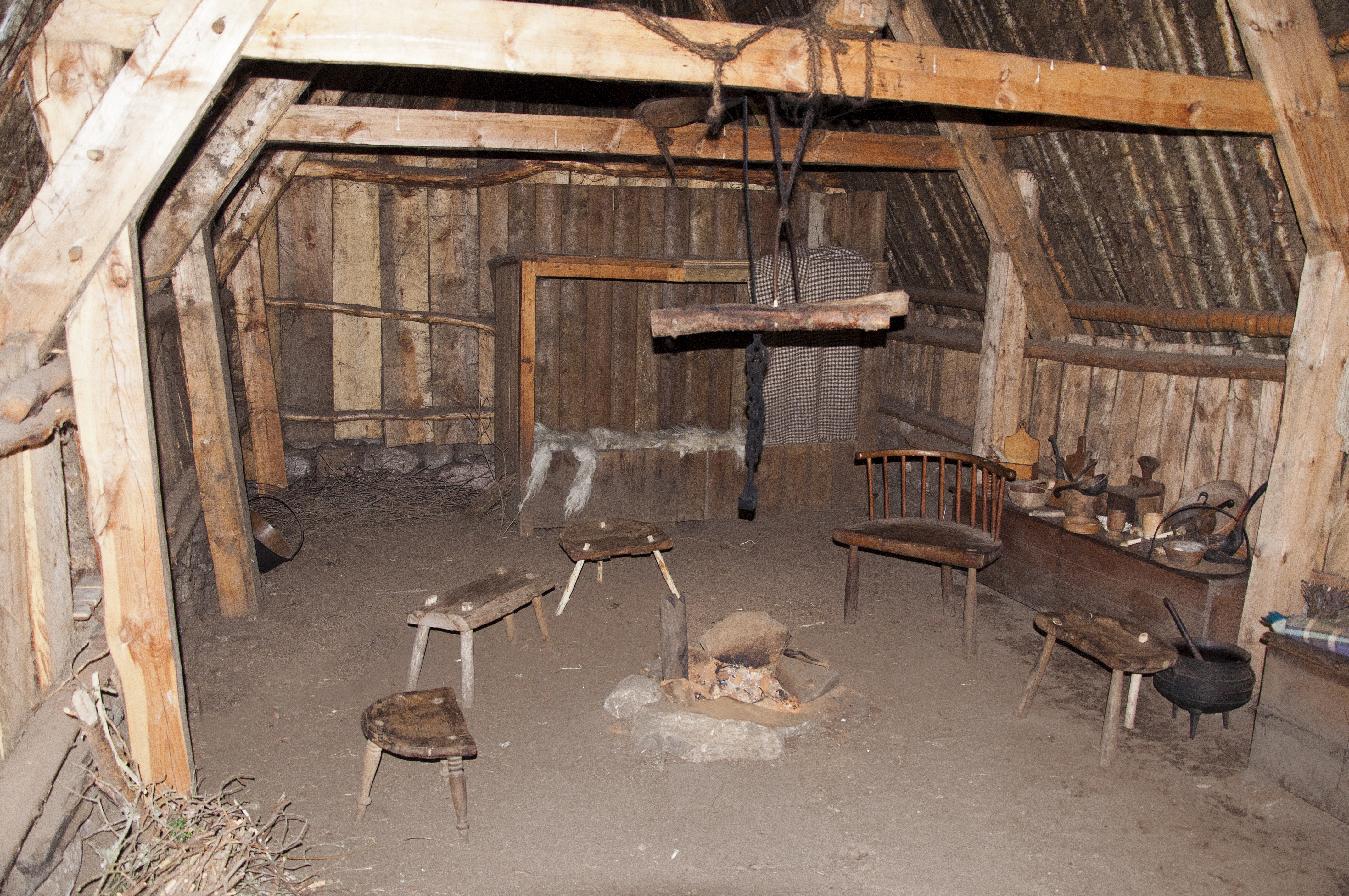
Interieur van een woning van Baile Gean